# Reper (geodezja)
Reper – trwale stabilizowany znak geodezyjny osnowy wysokościowej o określonej rzędnej wysokościowej w przyjętym układzie odniesienia. Repery wykorzystywane są do wykonania niwelacji podczas przeprowadzania pomiarów geodezyjnych i są fizyczną realizacją państwowej osnowy wysokościowej. Wysokości reperów są określane za pomocą pomiarów metodą niwelacji geometrycznej lub techniką GNSS. 
W przypadku zagęszczenia wysokościowej osnowy geodezyjnej repery o wyższej dokładności służą do wyznaczenia rzędnych reperów niższej dokładności.

## Podział ze względu na dokładność
Ze względu na dokładność oraz sposób ich zakładania repery stanowiące wysokościową osnowę geodezyjną tworzą:
1. osnowę podstawową fundamentalną – stanowią ją repery wyznaczone w sieciach o najwyższej dokładności, które przenoszą na obszar kraju geodezyjny układ wysokości
2. osnowę podstawową bazową – stanowią ją repery wyznaczone w sieciach o najwyższej dokładności realizujące przyjęte układy odniesienia
3. osnowę szczegółową – stanowią ją repery wyznaczone w sieciach będących rozwinięciem podstawowej wysokościowej osnowy geodezyjnej

Średni błąd pomiaru 1 km niwelacji po wyrównaniu, podczas której wyznaczono rzędne wysokościowe reperów podstawowej osnowy wysokościowej nie powinien być większy niż 1,5 mm.
Średni błąd pomiaru 1 km niwelacji po wyrównaniu, podczas której wyznaczono rzędne wysokościowe reperów szczegółowej osnowy wysokościowej nie powinien być większy niż 4 mm, a błąd wysokości punktu nie większy niż 0,01 m.

## Podział ze względu na rodzaj
W osnowie wysokościowej rozróżnia się trzy zasadnicze rodzaje znaków wysokościowych:
1. podziemne, stosowane w sieciach podstawowej osnowy (I–II klasa), w których osadzone repery (właściwe punkty wysokościowe) znajdują się pod powierzchnią ziemi. Szczególnym rodzajem znaków podziemnych są tzw. znaki wiekowe, stabilizowane jako 3-punktowe grupy,
2. naziemne, stosowane w sieci podstawowej i szczegółowej, w których repery znajdują się nad powierzchnią ziemi, a podstawa znaku na głębokości większej od głębokości zamarzania gruntu,
3. ścienne, stosowane w sieci podstawowej i szczegółowej, którymi są repery osadzane w ścianach budowli gwarantujących dobrą ich stabilność. Repery ścienne są montowane w odległości kilkudziesięciu centymetrów od podłoża (kotwione w murze). Mogą mieć postać metalowych bolców z wyrytym numerem, lecz stosuje się także śruby kolejowe jako zamiennik. Można spotkać również skalne.

Kształt reperów umożliwia ustawienie na nich łaty niwelacyjnej.